# 八剌 (晃合丹氏)
八剌（13世纪？—1276年），元朝大臣，晃合丹氏（晃豁坛氏）。是成吉思汗义父蒙力克的曾孙，脱栾的孙子。
八剌的父亲伯八被元世祖擢为万户，命领诸部军马屯守谦谦州。至元十二年（1275年），诸王昔里吉、脱铁木儿叛元，归附海都，伯八在战斗中身亡。八剌和他弟弟不兰奚被脱铁木兒俘虏，过了一年多，对待他们很好。一年后，八剌兄弟联合脱铁木儿近侍也里伯秃，计划为父报仇，最后，也伯里秃的家人泄露计划。八剌事不成，率领家族南奔，脱铁木儿派骑兵追赶。到了一条河边，八剌马惊，不能渡河，回拒追兵，射中数人，力竭，兄弟就擒。脱铁木儿责备他：“我待你非常优厚，你为什么这么做！”八剌说：“你背叛君上，杀害我父，掠我亲属，我发誓杀你，以报君父之仇，现在力穷被执，为什么要跟随你！”八剌不屈，脱铁木兒用铁挝砸碎他的膝盖，始终不跪，与弟不兰奚同时被害。八剌的幼弟何都兀赤，官至河北河南道肃政廉访使。